# Phare de Dagebüll
Le phare de Dagebüll (en allemand : Leuchtturm Dagebüll) est un phare inactif situé à Dagebüll (Arrondissement de Frise-du-Nord - Schleswig-Holstein), en Allemagne.

## Histoire
Le phare  a été mis en service en 1929 sur le début dela digue reliant Dagebüll aux îles Oland et Langeneß. Il est situé au sud du village. Il a été surélevé, en 1980, quand la digue fut elle-même relevée.
Il a été désactivé en 1988 et il est devenu une propriété privée en 2009 et transformée en chambre d'hôtel pour deux personnes. Il servait de feu arrière pour le guidage des navires à l'entrée du port. Il a été remplacé par un feu de signalisation sur le quai portuaire.

## Description
Le phare  est une tour carrée en brique de 15 m de haut, avec une lanterne octogonale en brique et un toit pointu en cuivre noir-vert. La tour est non peinte. Son feu isophase émettait, à une hauteur focale de 10 m, un feu de gamme de 2 secondes, par période de 4 secondes et sa portée était de 17 milles nautiques (environ 31 km).
Identifiant : ARLHS : FED-068.
|          |
| Le phare |

### Lien connexe
- Liste des phares en Allemagne